# Tesla Model X
A Tesla Model X egy elektromos meghajtású szabadidő-autó, a Tesla, Inc. harmadik terméke, ami 2015 őszén került forgalomba.
2023-ban több lépésben, jelentősen csökkentették a Tesla Model X árát Magyarországon, aminek köszönhetően már 38 199 900 forinttól elérhetővé vált a Tesla Model X.

## Története
A modellt 2012. február 9-én mutatták be. Gyártásának elindítását eredetileg 2013-ra tervezték, ám később 2014-re halasztották, hogy az új projekt előtt a vállalat nyereségessége megerősödjön, illetve hogy 2013-ban az előző modell, a Model S eladásainak fokozására tudjanak koncentrálni. 2014 tavaszán a cég újabb halasztást jelentett be, ami szerint az autó 2014 végén, 2015 elején kerülhetett volna forgalomba, majd ősszel harmadszorra is elhalasztották a piaci bevezetést, ezúttal 2015 harmadik negyedévére. Az első öt Model X-et 2015 szeptemberének utolsó napjaiban szállította le a gyár.

## Leírása
Az autó a Model S alapjaira épült és egy vagy két elektromotor hajtja. Hét személy szállítására alkalmas és az elektromos meghajtás elhelyezése miatt elöl és hátul is nagyméretű csomagtartóval rendelkezik.
A Model X jellegzetes eleme a felfele nyíló szárnyas ajtók, melyek könnyű beszállást tesznek lehetővé az utasoknak. A WLTP mérési mód szerint a Long Range kivitelek hatótávolsága 500 kilométer felett van.

## A Model X Európában
A Model X különböző változatai Európában is megvásárolhatók, Magyarországon is elérhetőek.